# Querbeat
Querbeat ist eine deutsche 11-köpfige Brasspop-Band. Sie wurde 2001 in Bonn gegründet und hat heute ihre Studios und Proberäume in Köln. Die Gruppe veröffentlichte 2010 mit Colonia Tropical ihre erste Single; es folgten Hits wie Nie mehr Fastelovend, Tschingderassabum, Dä Plan oder Guten Morgen Barbarossaplatz.

## Geschichte

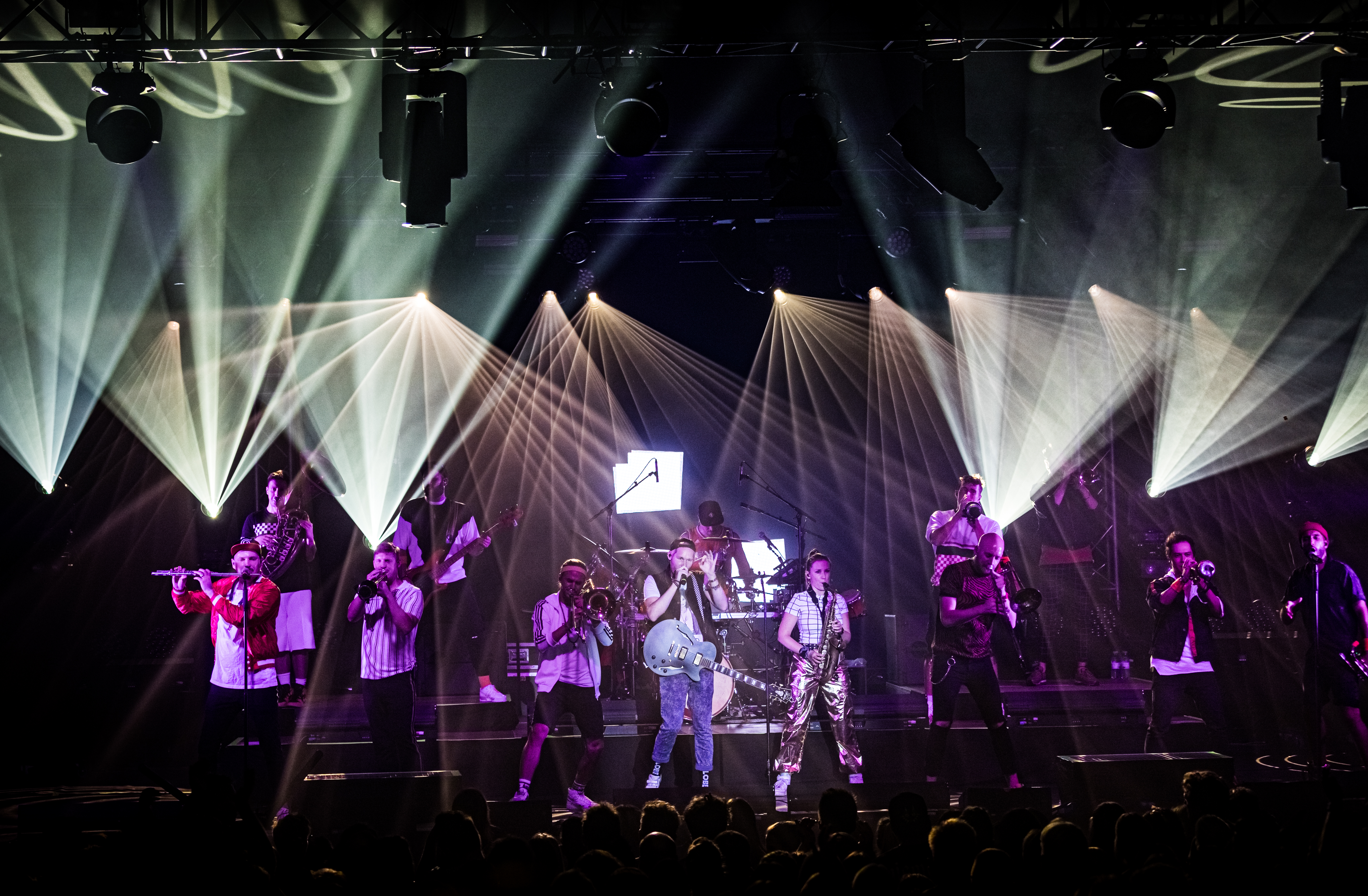
Querbeat, 2019

Querbeat startete 2001 als Schülerband am Kardinal-Frings-Gymnasiums in Bonn-Beuel. Sieben der 11 heutigen Mitglieder sind ehemalige Schüler des Gymnasiums. Nachdem die Band in den ersten Jahren vor allem auf Straßen- und Stadtfesten in Bonn und Umgebung gespielt hatte, stieg sie 2007 in den Kölner Karneval ein. Es folgten Auftritte bei Karnevalssitzungen und -partys sowie in Sendungen des WDR-Fernsehens und im Radio.
Querbeat trat im Karneval zunächst mit Kombinationen aus alten Karnevalsliedern und Pop- und Sambarhythmen auf. Im November 2010 veröffentlichte die Band beim EMI-Label Rhingtön ihre erste Single Colonia Tropical, 2011 folgte die Single Allez Olé Alaaf, 2012 Stonn op un danz und 2013 Hück oder nie. 2014 erschien die Single Nie mehr Fastelovend und das Album Cuba Colonia, auf dem Lieder von Kölner Musikern in lateinamerikanischem Stil gespielt werden.
2016 folgte unter dem Titel Fettes Q das erste Album der Band mit selbstgeschriebenen Stücken. In der Folge wurde die Band deutlich populärer, und im Frühjahr 2017 starteten sie ihre erste Deutschland-Tour. Im Oktober desselben Jahres spielten sie an drei Abenden hintereinander im ausverkauften Kölner Palladium vor insgesamt 12.000 Zuschauern. Dieses Konzert wurde im WDR Fernsehen ausgestrahlt und ist als Live-DVD erhältlich. Die zweite Tour durch Deutschland im Mai 2018 wurde erstmals in größeren Locations durchgeführt, viele davon waren ausverkauft. Im Frühjahr 2019 machte die Band auf ihrer Tour auch Station im europäischen Ausland.
Das zweite Album Randale & Hurra wurde im Oktober 2018 veröffentlicht. Darauf haben das Hip-Hop-Duo 257ers und der Reggae-Musiker Gentleman Gastauftritte. Beim Parookaville Festival 2019 gehörte ein Live-Battle mit den 257ers zu den Auftritten. Im Dezember 2018 eröffneten Querbeat mit Luke Mockridge die 1 Live Krone, weitere Fernsehauftritte hatten sie unter anderem im ARD-Morgenmagazin, bei Lass dich überwachen! Die Prism is a Dancer Show von Jan Böhmermann, in der ARD-Sendung Frag doch mal die Maus, bei Pufpaffs Happy Hour auf 3sat und bei MTV Top 100.
In Kooperation mit Universal Music gründeten sie das Label Moshbeat Records. Im Februar 2021 wurde eine Tour unter dem Namen Radikal Positiv für Herbst 2021 mit Auftritten in Deutschland, Österreich, der Schweiz und in Amsterdam angekündigt. Das gleichnamige Album erschien im Juli 2021; es erreichte Platz zwei der deutschen Albumcharts.
Die Band trat seit 2018 bei mehreren Musikfestivals auf, u. a. bei MS Dockville, Summerjam, Deichbrand, Nova Rock in Österreich, Taubertal-Festival und dem Río Babel in Spanien. 2022 rief die Band mit dem Randale & Freunde Festival ihr eigenes Festival in der Bonner Rheinaue ins Leben. Zu Gast waren unter anderem Bukahara, La Pegatina und OK Kid. Die zweite Auflage des Festivals fand 2023 statt, u. a. mit Clueso, Grossstadtgeflüster, Friedberg und Das Lumpenpack.
Im Rahmen ihrer Tournee im Jahr 2024 spielte die Band in der ausverkauften Kölner Lanxess Arena. Nach ihrer Tour im Frühjahr 2024 eröffnete die Band erstmals das Festival Rock am Ring. Es folgte ein Sommer mit Auftritten u. a. auf dem Frequency Festival in Österreich, dem Southside, dem Juicy-Beats, dem Lumnezia Festival in der Schweiz und einem Auftritt bei Jamel rockt den Förster. Sie beendeten das Jahr mit einem Live-Auftritt bei der 1LIVE-Krone, wo sie in der Kategorie „Bester Live Act“ nominiert waren.
Gemeinsamen mit SDP, Kontra K, Clueso, Montez, Esther Graf, Elif, und SANTOS releasten sie im Juli 2025 die Single "Zusammen".

## Engagement
Die Band engagiert sich seit März 2019 als Partner des Erzbischöflichen St.-Angela-Gymnasiums Wipperfürth beim Projekt Schule ohne Rassismus – Schule mit Courage. Die Bandmitglieder Daniel Breidenbach und Hubertus Gierse sind ehemalige Schüler des Gymnasiums.
Im März 2022 spielte die Band beim Klimastreik von Fridays for Future in Bonn und solidarisierte sich mit den Forderungen nach mehr Klimaschutz.
Im November 2023 brachte die Band zusammen mit Peter Brings und Lugatti & 9ine den Song Kein Kölsch für Nazis heraus, in dem sie politisch Stellung gegen Rechtsextremismus bezieht.

## Diskografie

### Alben
- 2014: Cuba Colonia (DE: Gold (German Jazz Award))
- 2016: Fettes Q
- 2018: Randale & Hurra
- 2021: Radikal Positiv
- 2024: Barcelona Tapes (EP)

### Singles
- 2010: Colonia tropical
- 2011: Allez Olé Alaaf
- 2012: Stonn op un danz
- 2013: Hück oder nie
- 2014: Nie mehr Fastelovend
- 2015: Tschingderassabum (#12 der deutschen Single-Trend-Charts am 24. Februar 2023[31])
- 2016: Dä Plan (#9 der deutschen Single-Trend-Charts am 16. Februar 2024[32])
- 2017: Guten Morgen Barbarossaplatz
- 2018: Randale & Hurra
- 2020: Früher wird alles besser
- 2021: Ja
- 2021: Allein
- 2021: Woiswaslos
- 2022: Bunte Pyramiden / Afraid No More (Live-Session Querbeat & Bukahara)
- 2023: Kein Kölsch für Nazis (feat. Lugatti & 9ine, Peter Brings)
- 2024: Eisbär
- 2024: OK Ciao
- 2024: Südsee 96
- 2025: So weit so gut

### Videoalben
- 2017: Fettes Q – Live im Palladium

## Awards
- 2024: Nominierung 1LIVE-Krone (Bester Live Act)[33]

## Auszeichnungen
- 2010: Närrischer Löwe der Stadt Bonn[34]
- 2011: Närrischer Oscar des Express[35]
- 2011: Gewinner des WDR 4 Jeck Duell[36]
- 2013: Närrischer Oscar des Express[37]
- 2017 erhielt Querbeat den Mäuseorden der Stadt Bonn. Die Laudatio hielt der ehemalige Sousaphonist der Band Michael Kurschilgen.[38]